# Javon Jackson

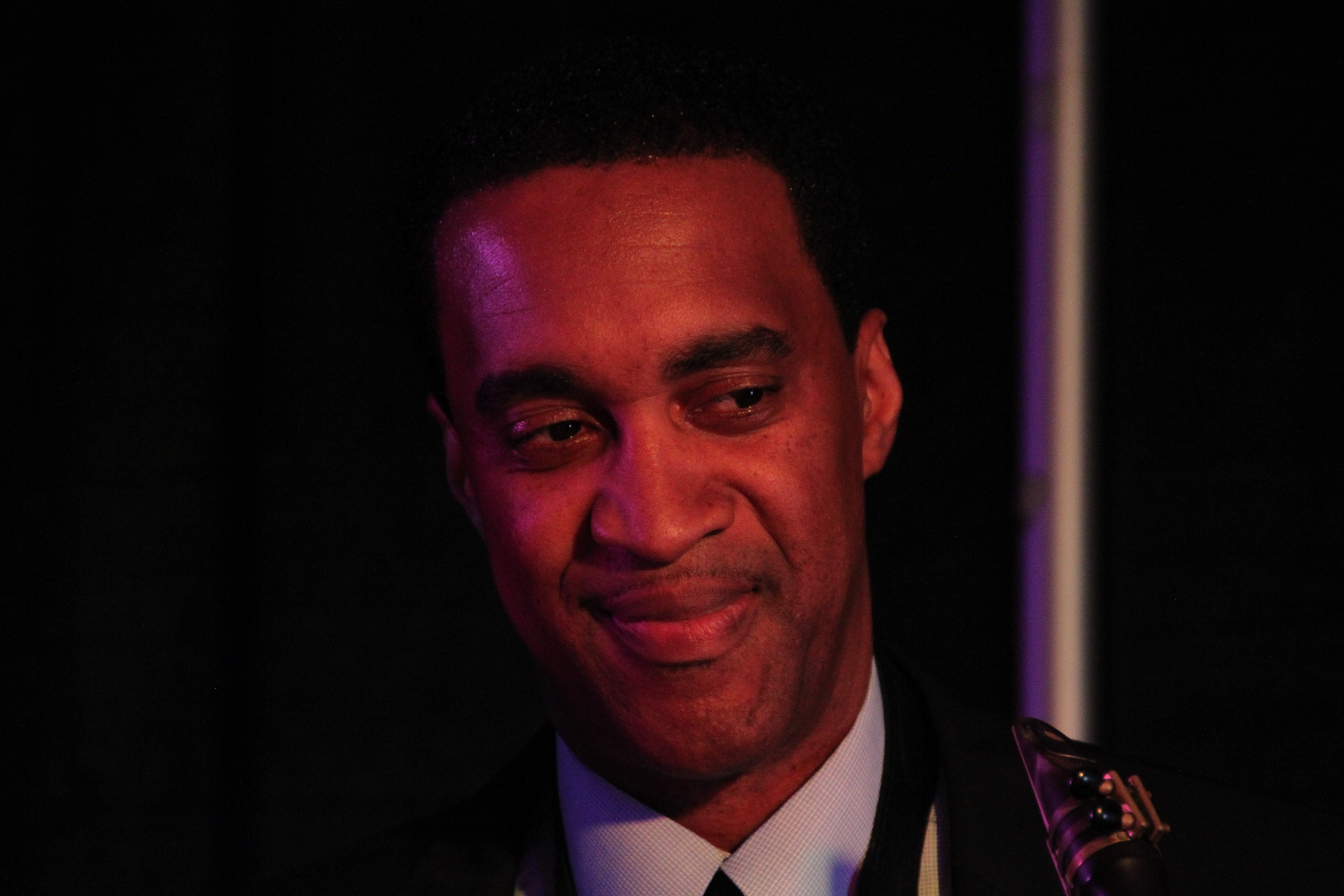
Javon Jackson (2016)

Javon Anthony Jackson (* 16. Juni 1965 in Carthage, Jasper County, Missouri) ist ein US-amerikanischer Tenorsaxophonist des Modern Jazz.

## Leben
Javon Jackson wuchs in Cleveland und Denver auf und hatte als Kind Klavierunterricht. Als Jugendlicher wechselte er zum Altsaxophon und dann auf das Tenorsaxophon. Er studierte 1984 bis 1986 bei Andy McGhee am Berklee College of Music und begann seine Musikerkarriere mit Geoff Keezer in der letzten Ausgabe der Jazz Messengers vor Art Blakeys Tod 1991. Er arbeitete dann mit Louis Hayes, Benny Green, Freddy Cole, Winard Harper, Brian Lynch, Dianne Reeves, dem Gitarristen Henry Johnson, Nat Reeves, Cyro Baptista, Mickey Tucker als Sideman, außerdem mit Elvin Jones (1992), der auch auf seinem ersten Album unter eigenem Namen Me and Mister Jones mitwirkte, das im Dezember 1991 für Criss Cross entstand. In der Folge nahm Jackson für das Label einige weitere Alben auf, an denen u. a. Christian McBride, Fred Wesley, James Williams, Lonnie Liston Smith und Mark Whitfield mitwirkten. Für Blue Note nahm er 1999 mit Dave Stryker, Larry Goldings und Billy Drummond das Album Pleasant Valley auf. 2001 wirkte Jackson bei Freddie Hubbards letztem Album New Colours mit. Von 2000 bis 2002 gehörte er einer All Star-Formation an, die unter dem Titel Joe Henderson Tribute auftrat und 2000 das Album Thank You, Joe! vorgestellt hatte. Jackson arbeitete außerdem mit Joe Viola, Fareed Haque und Sam Newsome.
Nach Scott Yanow ist Jackson stark von Joe Henderson beeinflusst. In seinem warmen Sound und seinen dramaturgisch ausgeklügelten Soli spiegeln sich Martin Kunzler zufolge auch Einflüsse von Dexter Gordon, Sonny Rollins und Sonny Stitt.

## Diskografische Hinweise
- Me and Mister Jones (Criss Cross, 1992)
- A Look Within (Blue Note, 1996)
- Good People (Blue Note, 1997)
- Pleasant Valley (Blue Note, 1999)
- Esay Does it (Criss Cross, 2002)
- Have You Heard (Palmetto, 2004)
- Once Upon a Melody (Palmetto, 2008)
- Celebrating John Coltrane (Solid Jackson, 2012)
- Lucky 13 (Solid Jackson, 2012)
- Expression (Smoke Sessions, 2014)